# John B. Reeside
John Bernard Reeside Jr. (* 24. Juni 1889 in Baltimore, Maryland; † 2. Juli 1958) war ein US-amerikanischer Paläontologe und Geologe. Schwerpunkt seiner Arbeit war Stratigraphie und Ammoniten des Mesozoikums in Nordamerika.

## Leben
Reeside war der Sohn eines Ladenbesitzers und studierte zunächst Chemie an der Johns Hopkins University  mit dem Bachelor-Abschluss 1911. Danach wandte er sich unter dem Einfluss von Charles K. Swartz der Geologie zu und arbeitete schon im Sommer 1912 für den US Geological Survey, bei dem er nach seiner Promotion 1915 (über den Helderberg Kalkstein in Pennsylvania) fest angestellt war. Dort war er zunächst an der Aufklärung der Stratigraphie des San Juan Beckens beteiligt (unterbrochen vom Wehrdienst bei der Artillerie im Ersten Weltkrieg), das auch für die Erdölgeologie von Bedeutung ist. Danach war er mit der Geologie des Wasatch Plateaus im zentralen Utah befasst und mit der Stratigraphie des Colorado-Plateaus in Utah und benachbarten Staaten. Ein weiteres Projekt, das ihn bis zuletzt beschäftigte, war die Stratigraphie und Ammoniten-Fauna der Formationen des Western Interior Seaway der Kreide in den USA. 1932 wurde er Leiter der Abteilung Paläontologie und Stratigraphie des USGS.
Ein Aufsatz, an dem er 1933 beteiligt war, diente lange als Leitfaden für stratigraphische Fragen in den USA.
1943 war er Präsident der Paleontological Society. Reeside war Mitglied der National Academy of Sciences, deren Mary Clark Thompson Medal er 1946 erhielt.
Er war seit 1918 verheiratet und hatte einen Sohn und eine Tochter.

## Schriften (Auswahl)
- Upper cretaceous and tertiary formations of the western part of the San Juan Basin of Colorado and New Mexico, US Geological Survey Professional Paper 134, 1924, S. 1–70
- mit W. W. Rubey und anderen: Classification and nomenclature of rock units, Bulletin Geolog. Soc. America, 44, 1933, S. 423–459
- Paleoecology of the Cretaceous Seas of the Western Interior of the United States, Geological Society of America Memoir 67, 1957, S. 505–541
- mit William A. Cobban: Studies of the Mowry Shale (Cretaceous) and Contemporary Formations in the United States and Canada, US Geol. Survey Papers 355, 1960, S. 1–126